# Rio Grande National Forest

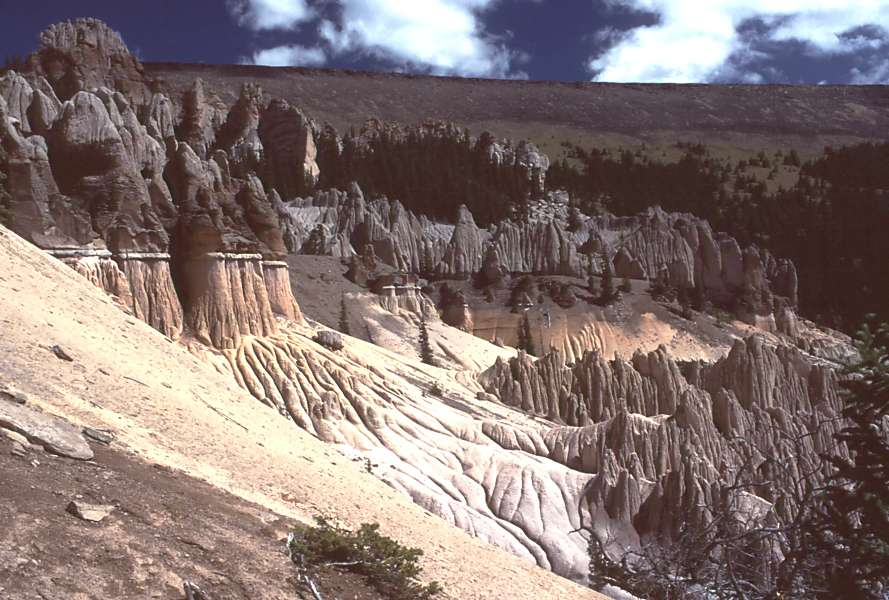
Wheeler Geologic Area w Rio Grande National Forest

Rio Grande National Forest (Las Narodowy Rio Grande) to obszar chroniony w amerykańskim stanie Kolorado. Zajmuje powierzchnię około 7527 km². Na terenie parku znajduje się obszar źródliskowy rzeki Rio Grande. Obszar parku położony jest na wysokości od 2300 do 4350 metrów n.p.m. i jest popularnym miejscem rekreacyjnym w Kolorado. Wzdłuż zachodniej granicy lasu przebiega Wododział Kontynentalny Ameryki Północnej.